# Ginzan Onsen
Ginzan Onsen (Japans: 銀山温泉, Hepburn: Ginzan Onsen) is een Japans dorp rond een warmwaterbron, dat onderdeel uitmaakt van de stad Obanazawa, gelegen in het noordoosten van de prefectuur Yamagata nabij de grens met de Miyagi prefectuur. Het dorpje is gesitueerd op beide oevers van rivier: de Ginzan. De regio is wereldwijd bekend en populair geworden vanwege de vele nostalgische en traditionele houten onsen en ryokans uit de Taishoperiode; het is een geliefde plek voor fotografen. De naam betekent vrij vertaald: Zilvermijn-warmwaterbron. De regio floreerde economisch aan het einde van de Azuchi-Momoyamaperiode en het begin van de Edoperiode (1596-1644) vanwege een nabij gelegen zilvermijn en later door de openstelling van de regio voor binnenlands en internationaal toerisme. Ginzan Onsen heeft tevens als model gediend voor de geestenwereld in de Japanse animatiefilm (anime): Spirited Away, van Japans filmregisseur: Hayao Miyazaki.

## Naam
Het woord Ginzan Onsen is de romaji-transliteratie van de kanji 銀山温泉. Het bestaat uit twee samenstellingen, namelijk: 銀山 [gin + zan] en 温泉 [on + sen].
- De eerste samenstelling bestaat uit het zelfstandige naamwoord 銀 [gin] "zilver" in de on-lezing[6] en het zelfstandige naamwoord 山 [zan] "berg" eveneens in de on-lezing[7]. Ginzan betekent letterlijk: "zilverberg".

- De tweede samenstelling bestaat uit het zelfstandig naamwoord 温 [on] "warm" in de on-lezing[8] en het zelfstandige naamwoord 泉 [sen] "fontein" of "bron" eveneens in de on-lezing.[9] Onsen betekent letterlijk: warmtefontein.

Ginzan Onsen betekent letterlijk: zilverberg-warmtefontein of zilverberg-warmtebron.

## Galerij

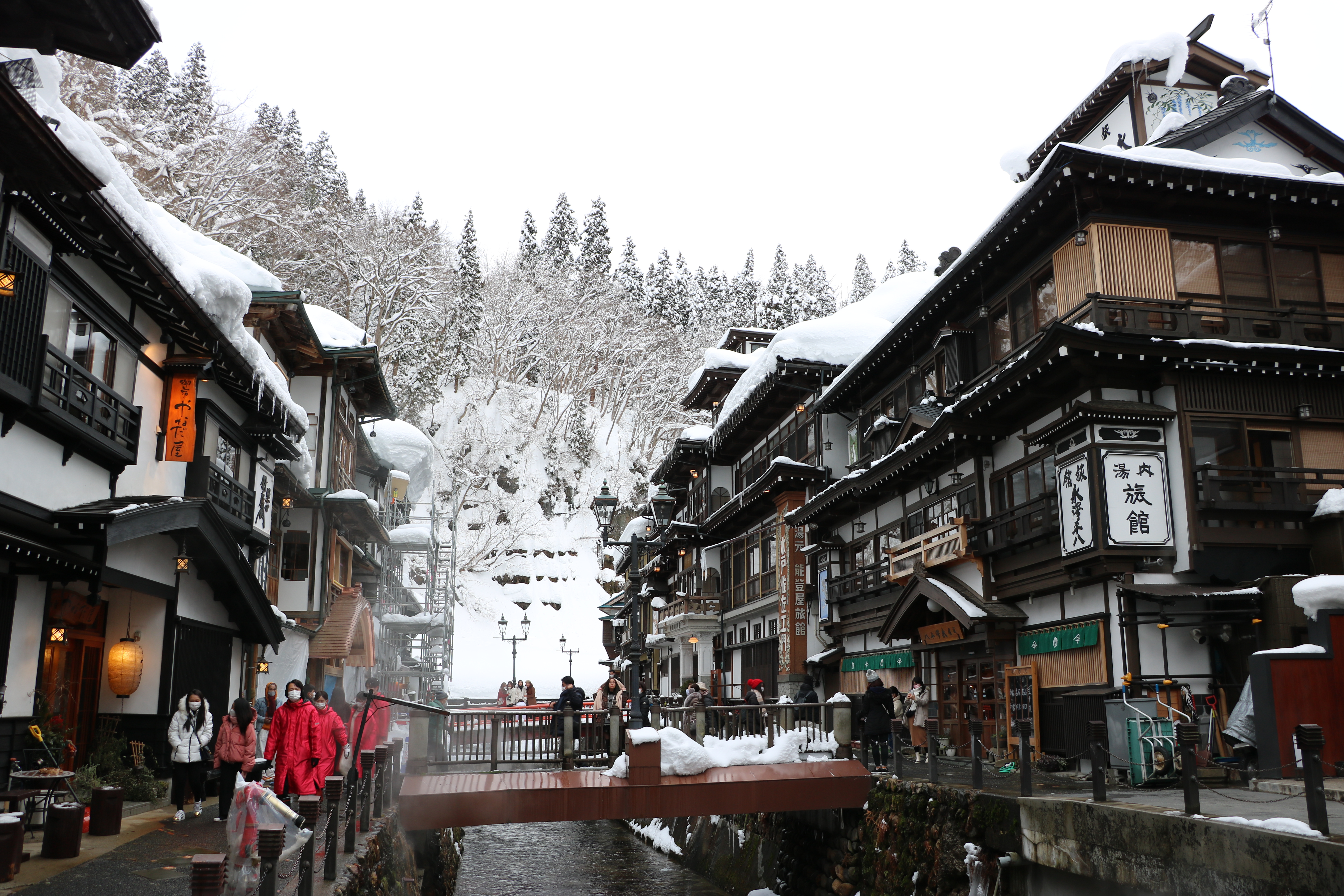
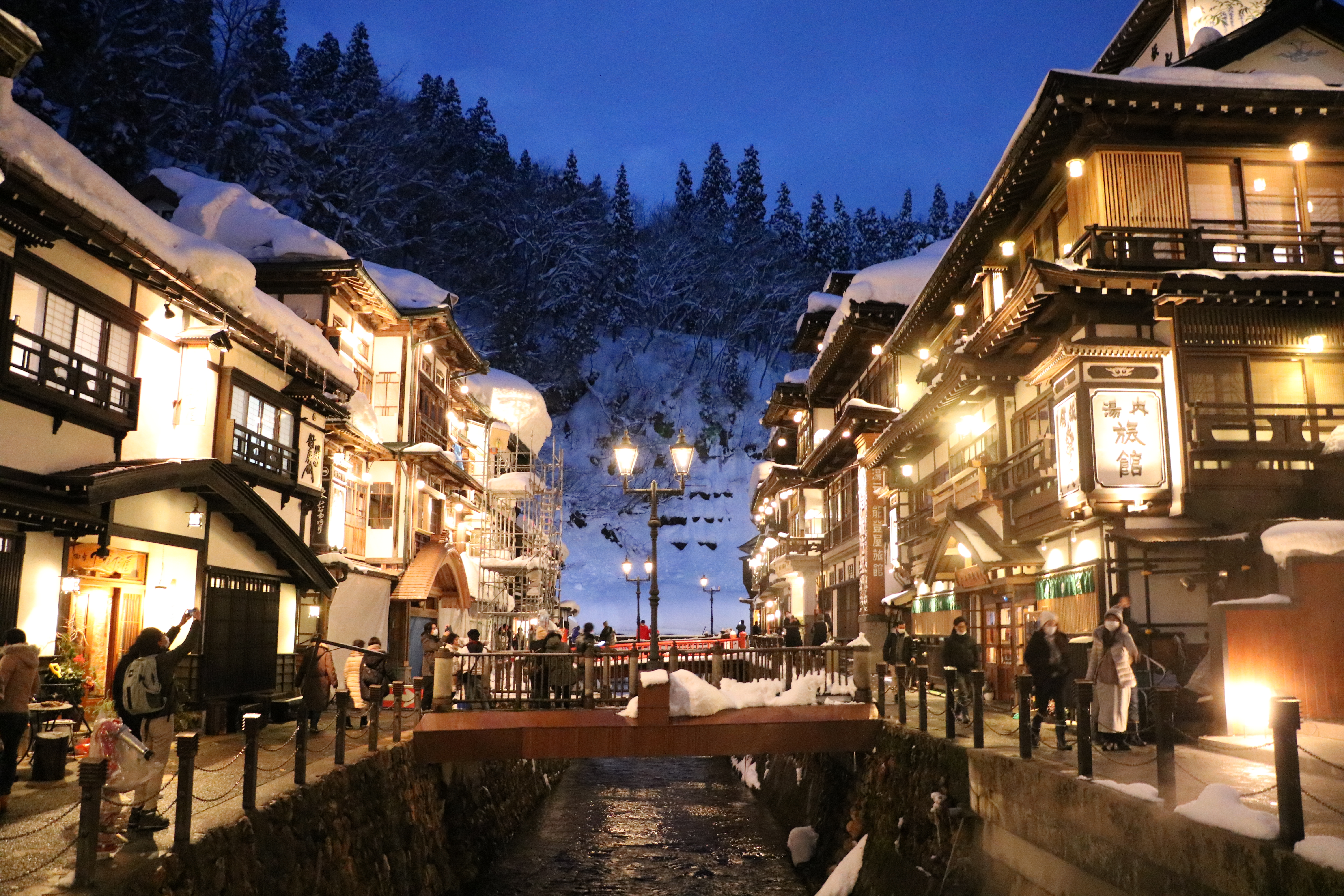
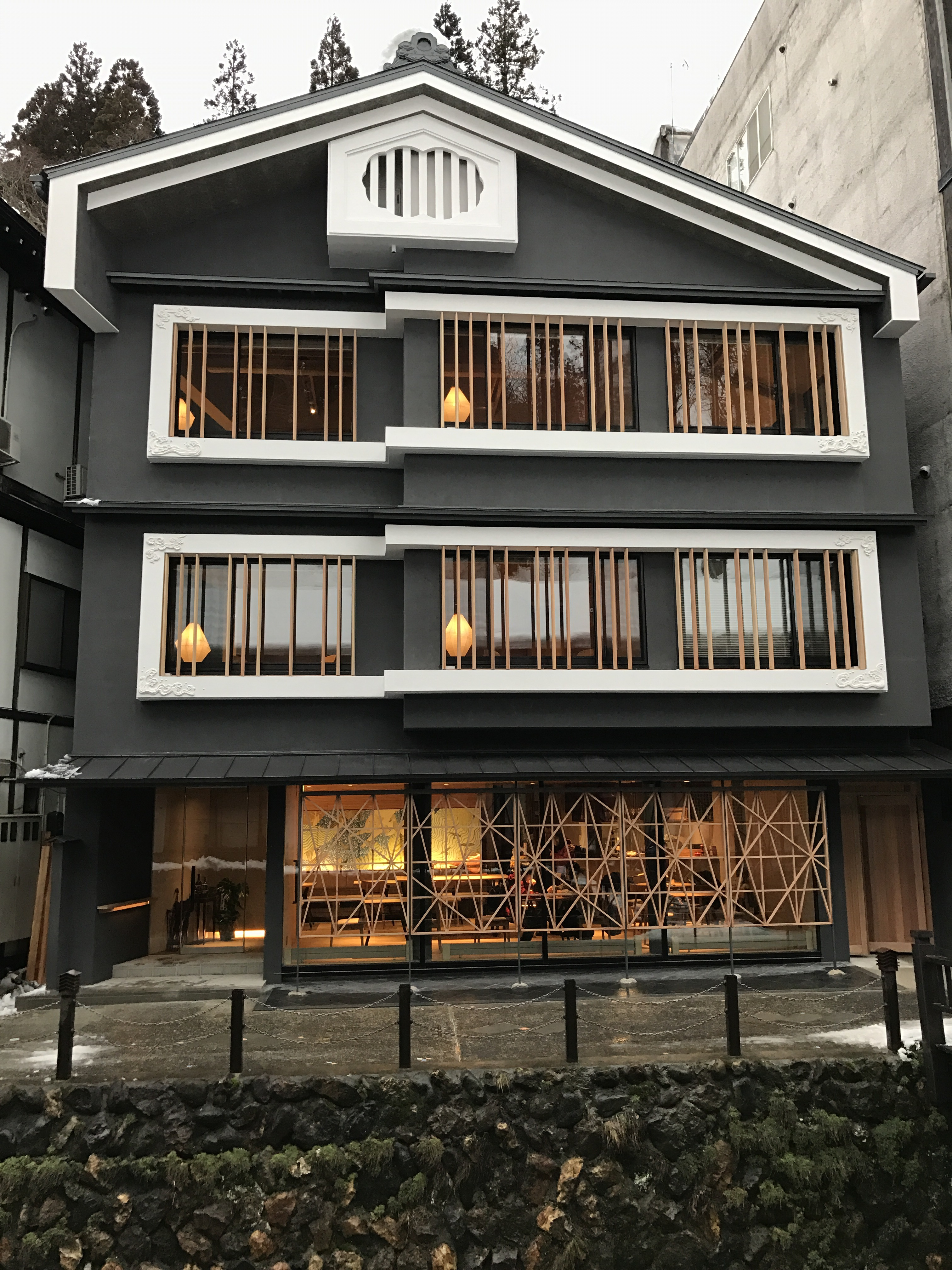
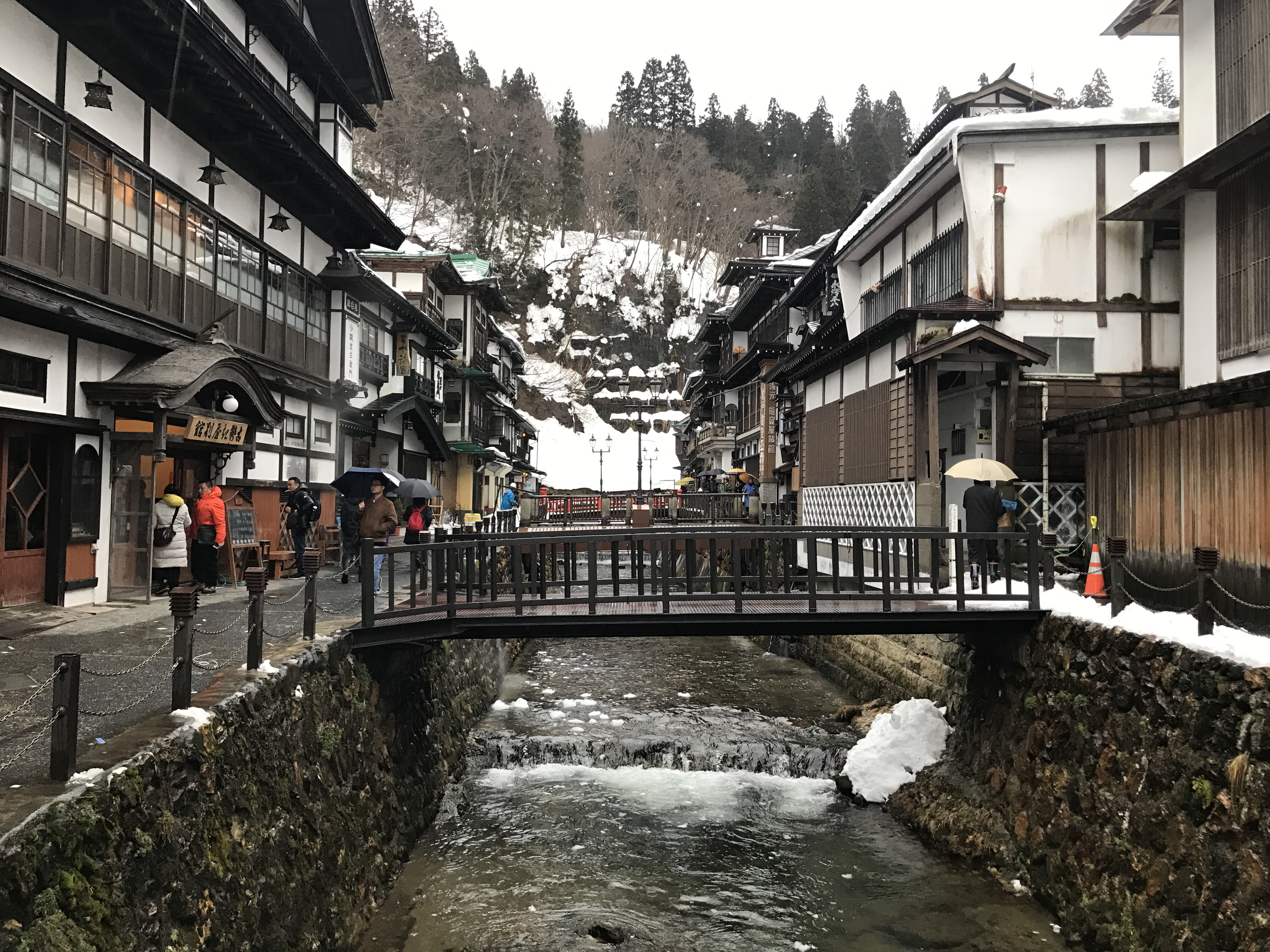
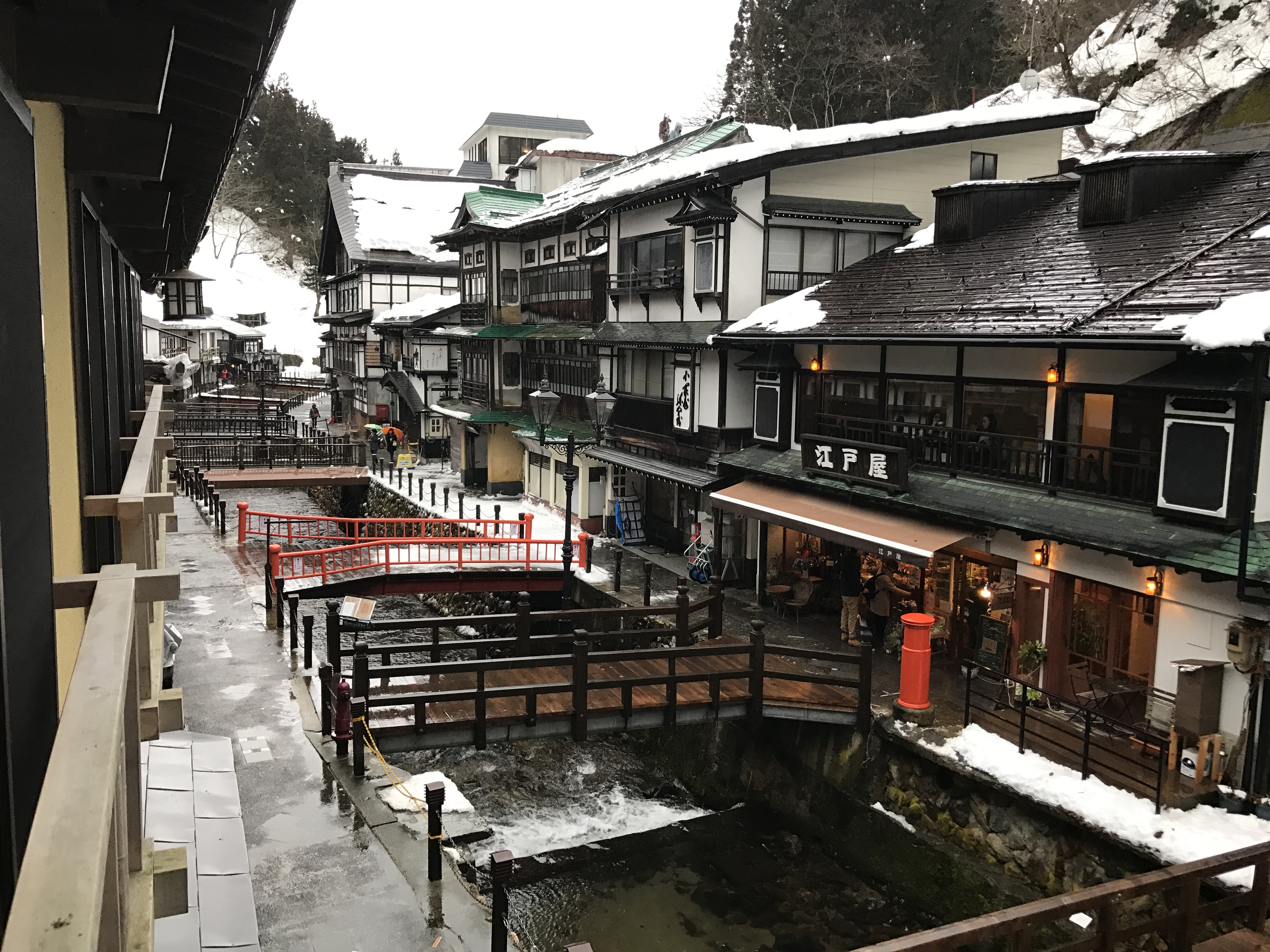
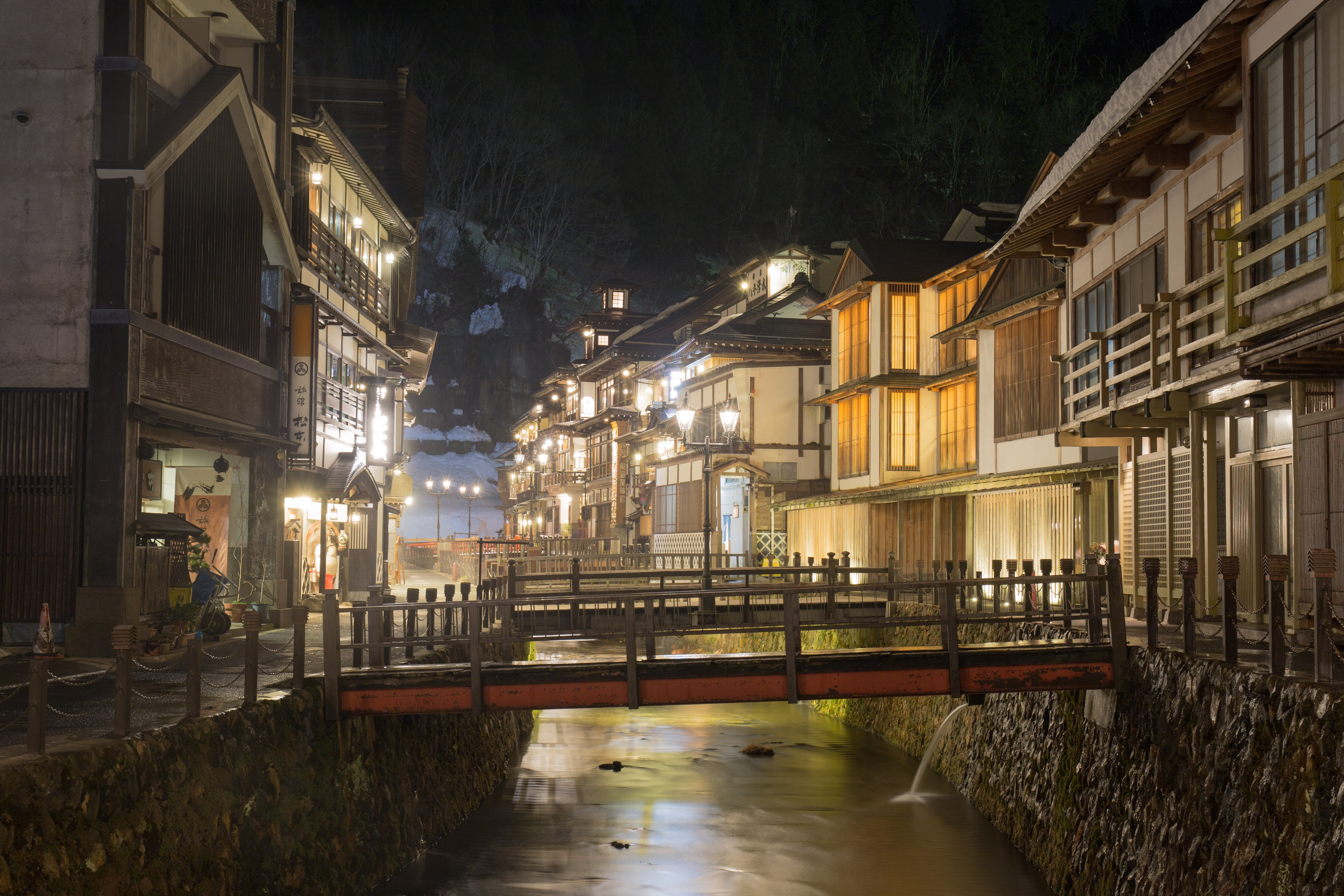
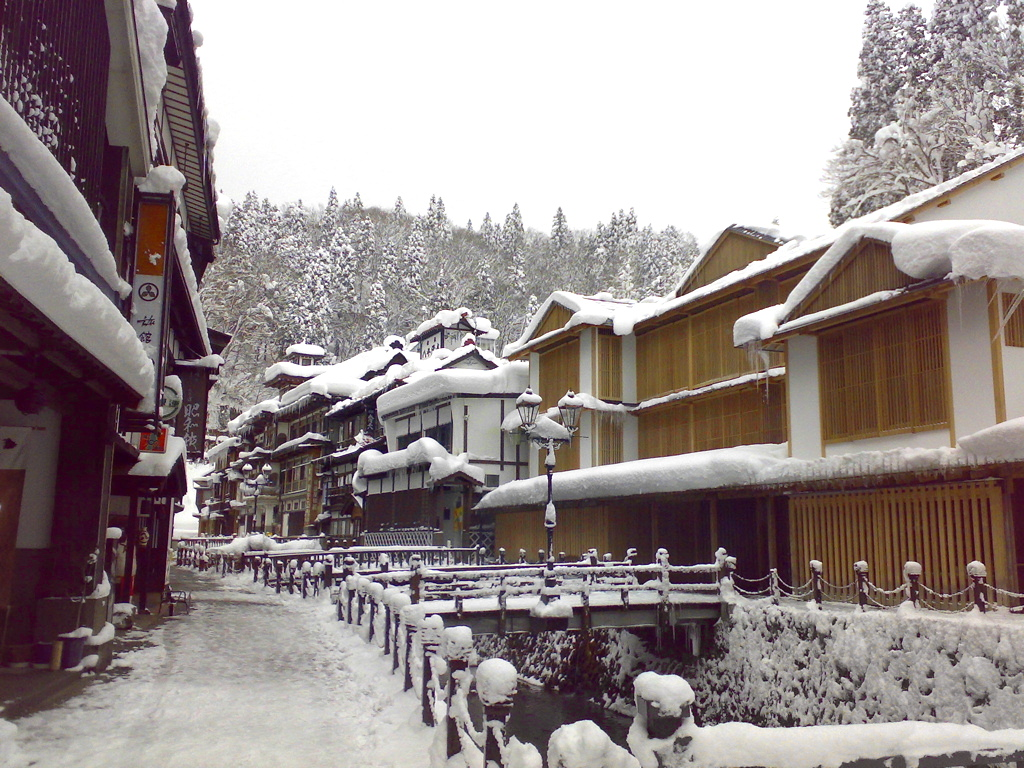
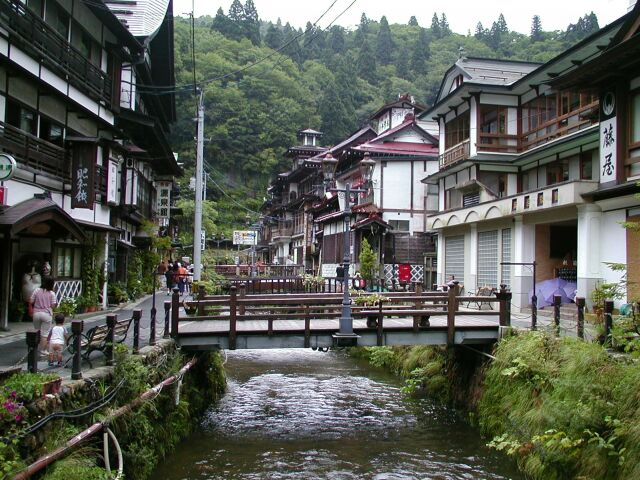
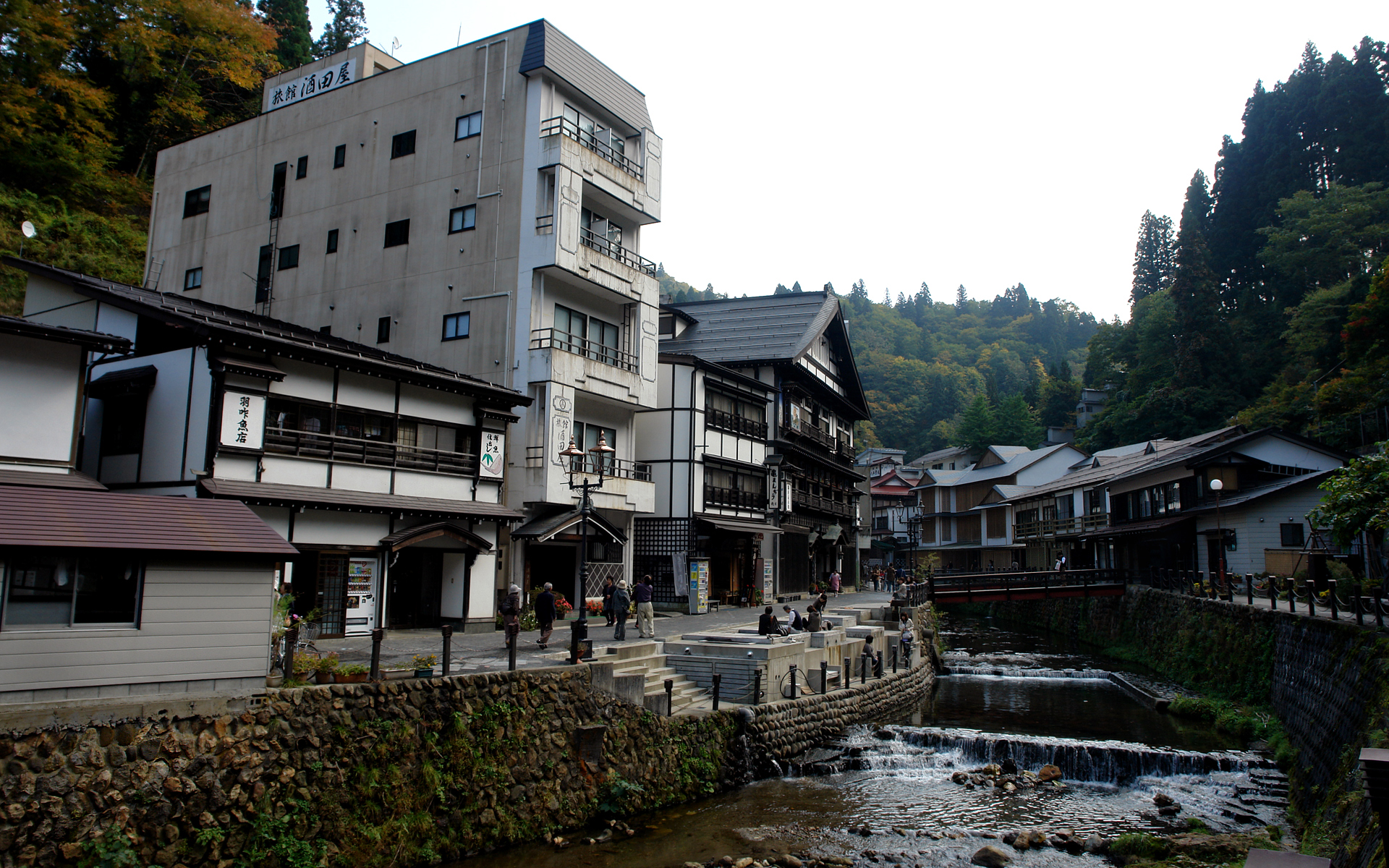
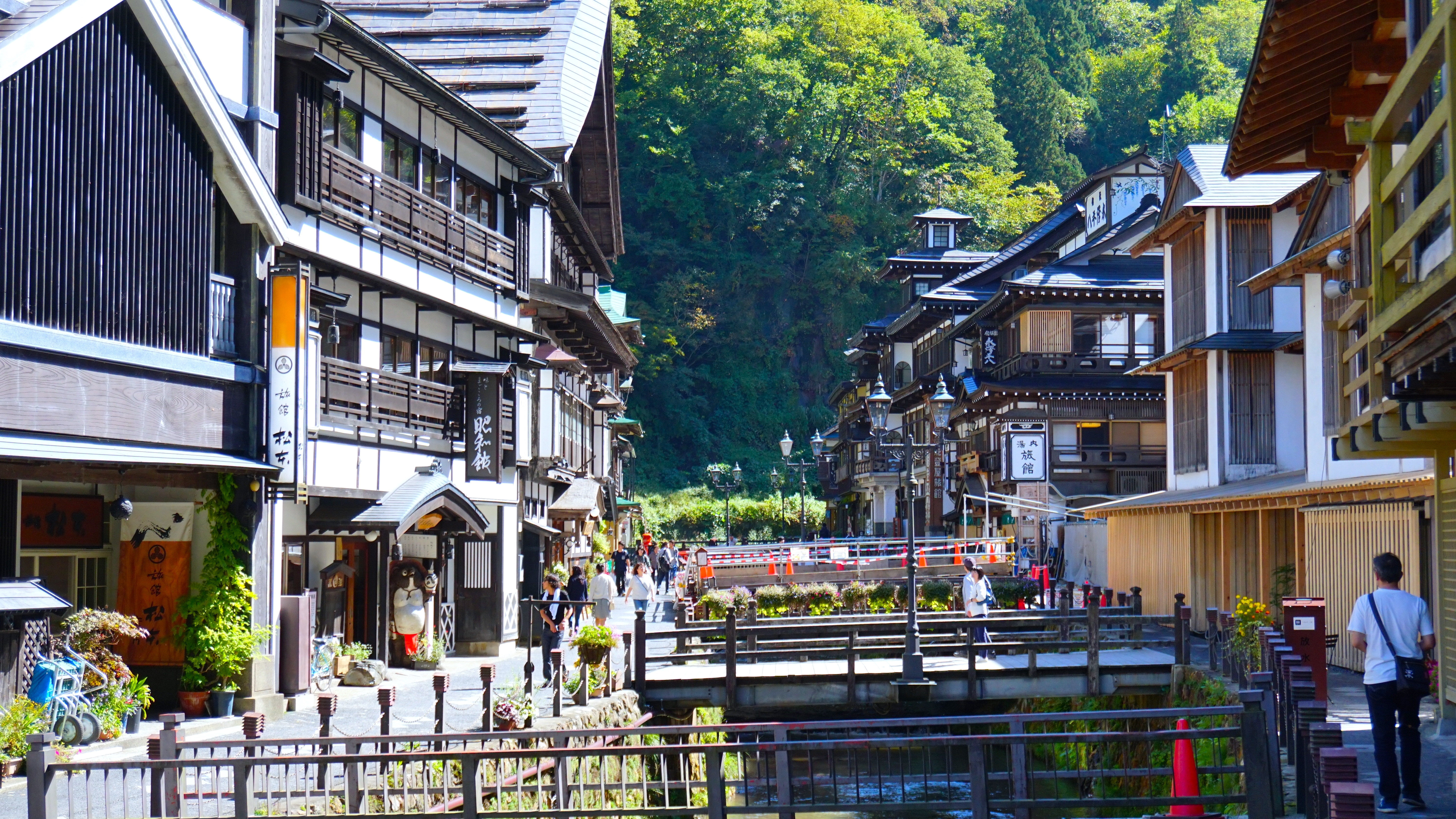
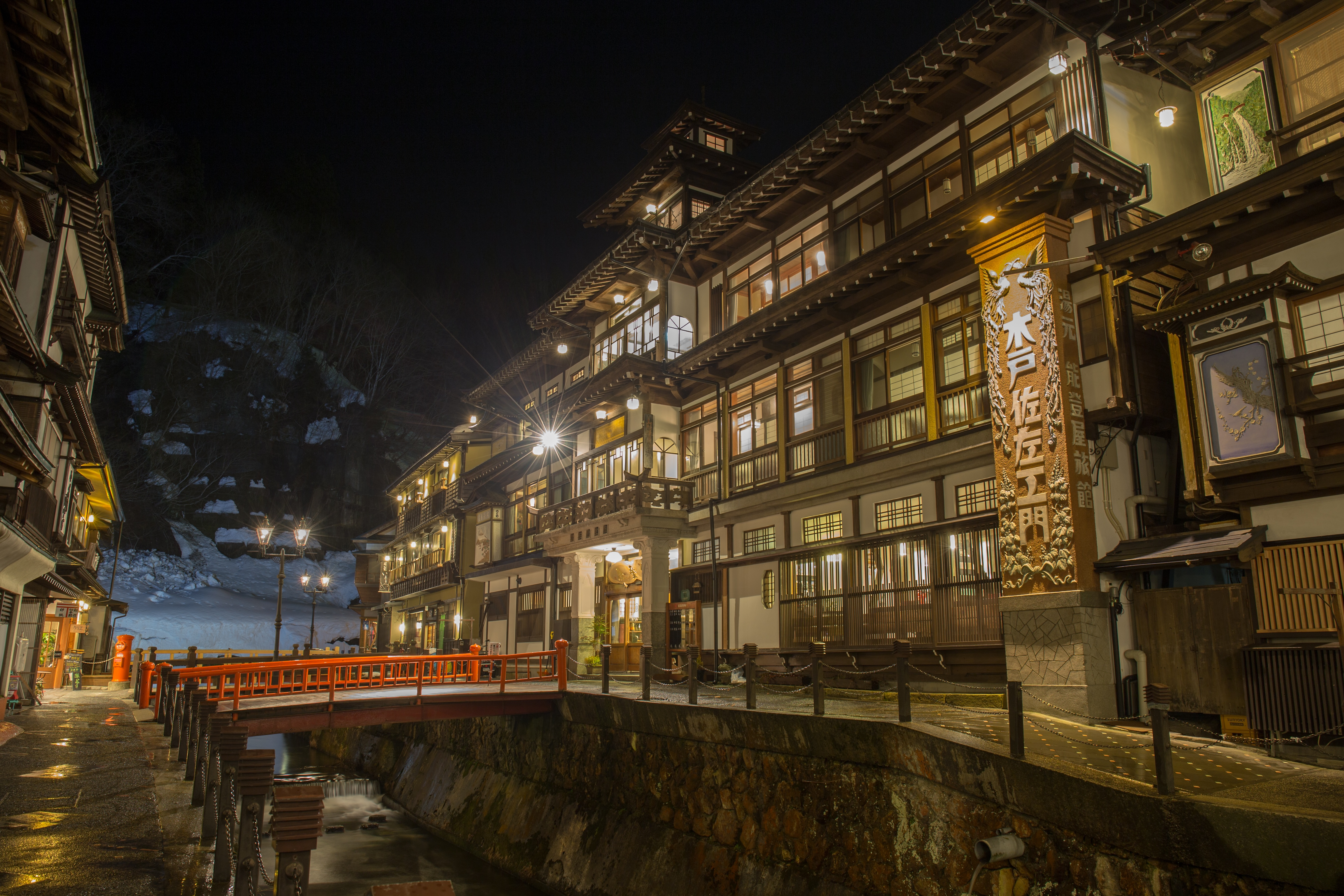
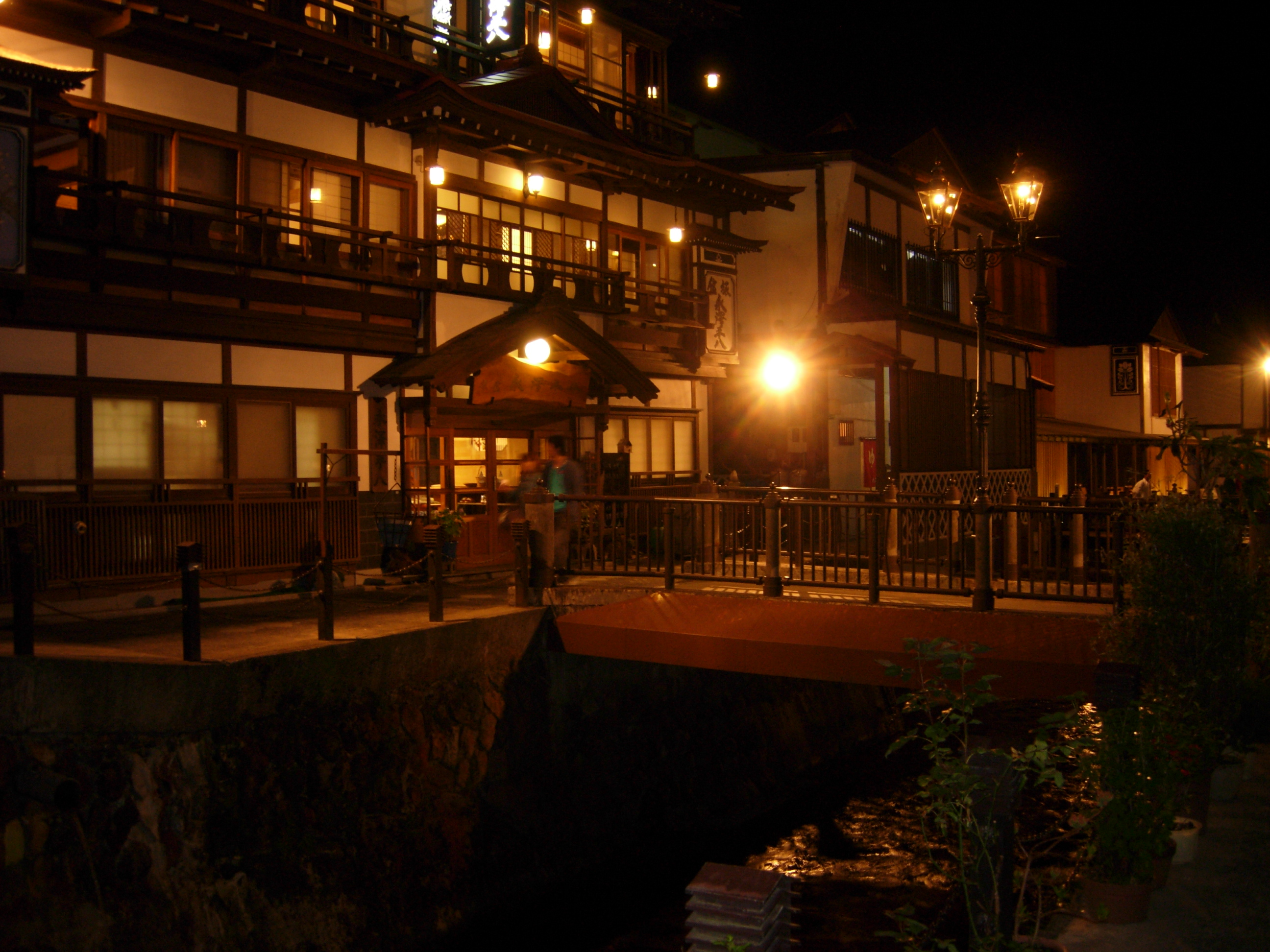
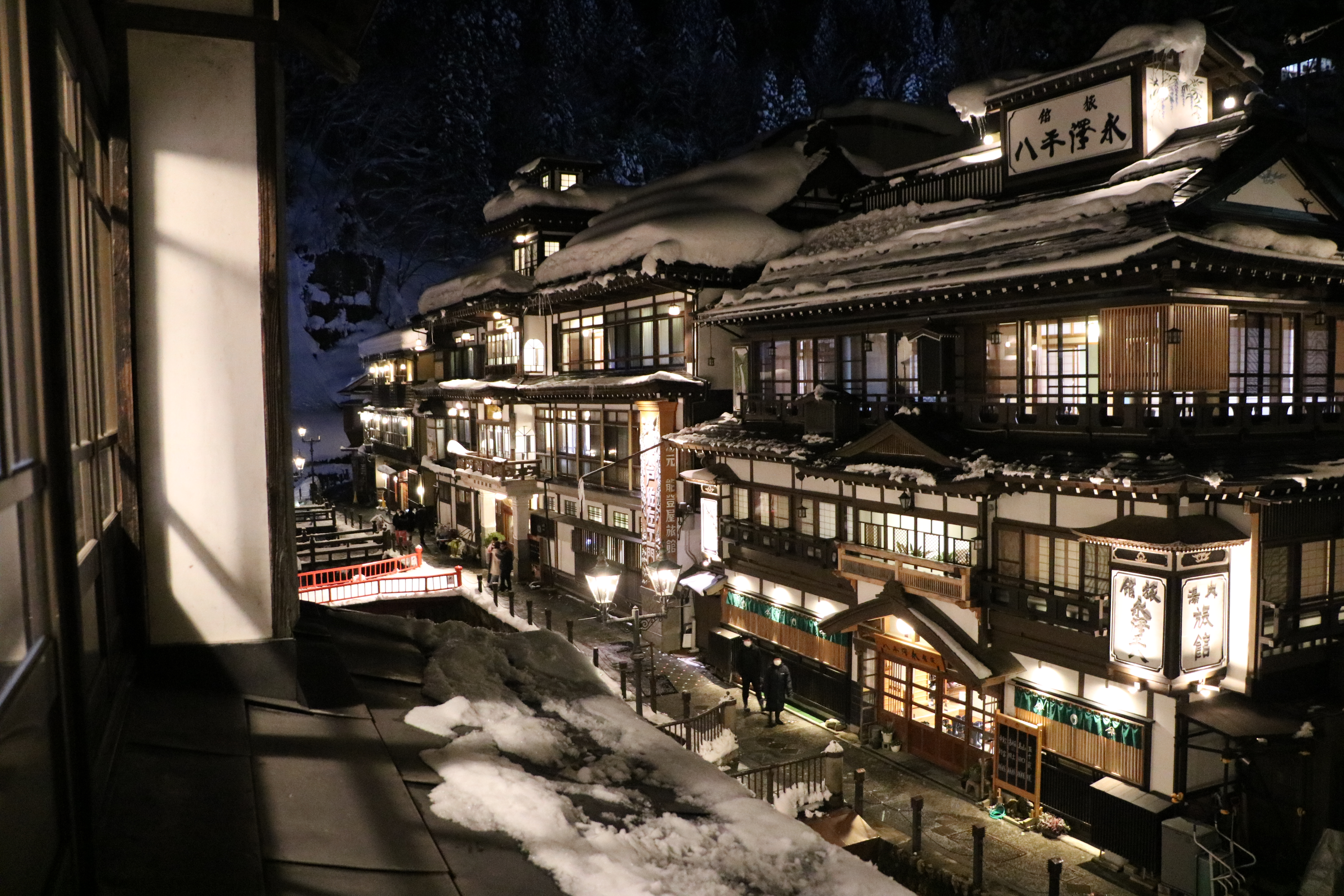
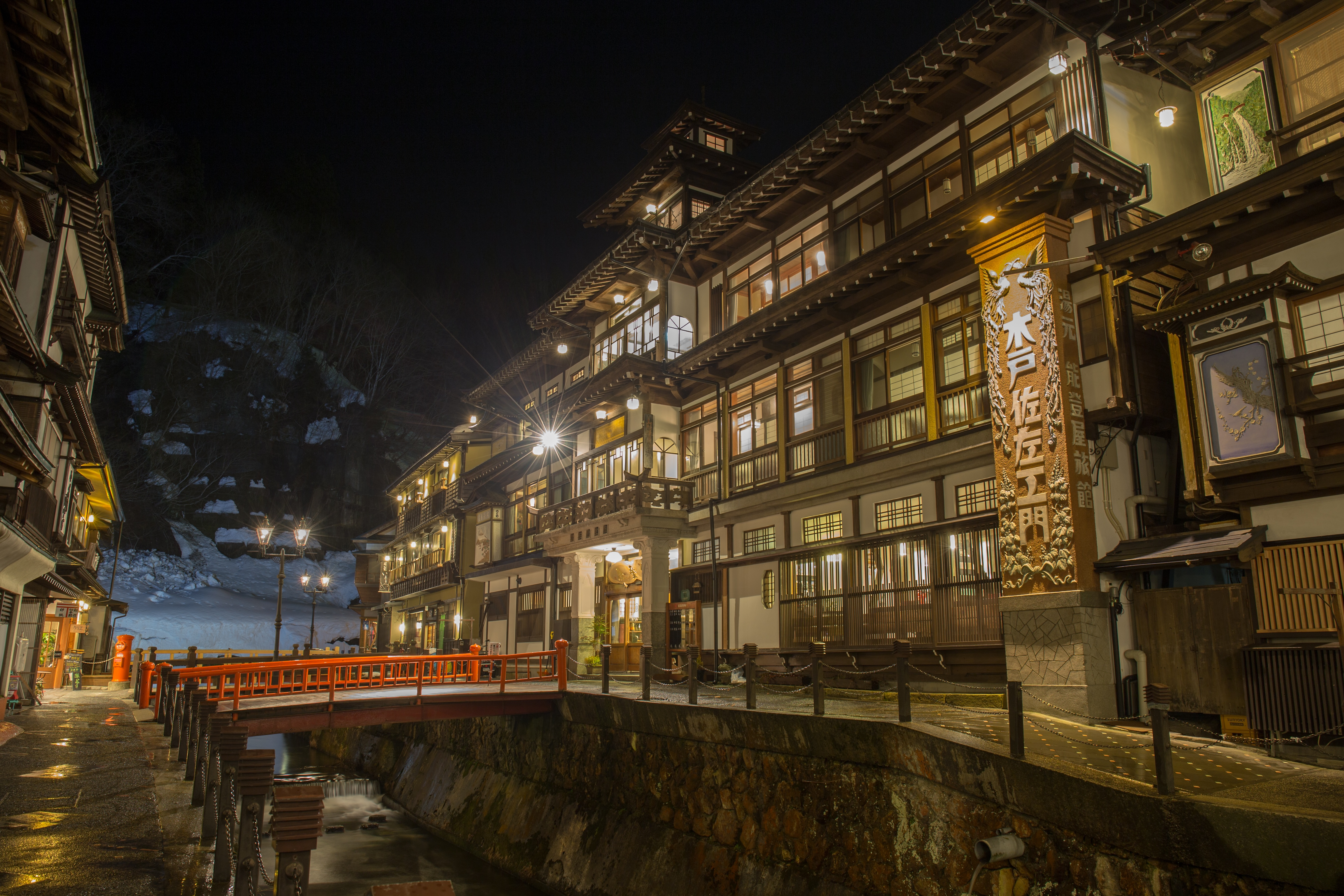